# Andrej Vrtovec
Andrej Vrtovec, slovenski učitelj in družbeni delavec, * 25. november 1855, Šmarje, Ajdovščina, † 15. maj 1913, Tolmin.

## Življenje in delo
Po ljudski šoli je končal dva po razreda nižje gimnazije v Gorici in Ljubljani ter učiteljišče v Kopru, kjer je leta 1878 tudi maturiral. Kot učitelj je služboval v Ajdovščini (1878), Cerovem (1879), Dolini pri Trstu (1880-1886) in Tolminu (1886-1899). Vrtovec je bil učitelj, posestnik, trgovec in politik. V Tolminu je bil več let podžupan, član okrajnega šolskega sveta, predsednik Sadjarskega društva, odbornik Rokodelskega bralnega društva ter odbornik posojilnice in Narodne čitalnice.
19. decembra 1909 je v splošni kuriji sodnih okrajev slovenskega dela Goriško-Gradiščanske poknežene grofije kandidiral na nadomestnih volitvah namesto tragično umrlega Alojzija Jeriča, a ni uspel, tik pred smrjo pa ga je Narodno napredna stranka ponovno kandidirala za deželnega poslanca.